# Macrosphenus concolor
A Macrosphenus concolor a verébalakúak (Passeriformes) rendjébe, ezen belül a Macrosphenidae családba tartozó faj.

## Rendszerezése
A fajt Gustav Hartlaub német  orvos és ornitológus írta le 1857-ben, a Camaroptera nembe Camaroptera concolor néven.

## Előfordulása
Afrika nyugati és középső részén, Angola, Benin, Egyenlítői-Guinea, Elefántcsontpart, Gabon, Ghána, Guinea, Kamerun, a Kongói Demokratikus Köztársaság, a Kongói Köztársaság, a Közép-afrikai Köztársaság, Libéria, Nigéria, Sierra Leone, Tanzánia, Togo és Uganda területén honos.
Természetes élőhelyei a szubtrópusi és trópusi síkvidéki esőerdők. Állandó, nem vonuló faj.

## Megjelenése
Testhossza 12 centiméter, testtömege 12–16 gramm.

## Életmódja
Rovarokkal táplálkozik.

## Természetvédelmi helyzete
Az elterjedési területe rendkívül nagy, egyedszáma pedig stabil. A Természetvédelmi Világszövetség Vörös listáján nem fenyegetett fajként szerepel.